# 楠瘤粉蝨
楠瘤粉蝨（学名：Tuberaleyrodes machili）为粉蝨科瘤粉蝨屬下的一个种。